# 起飛

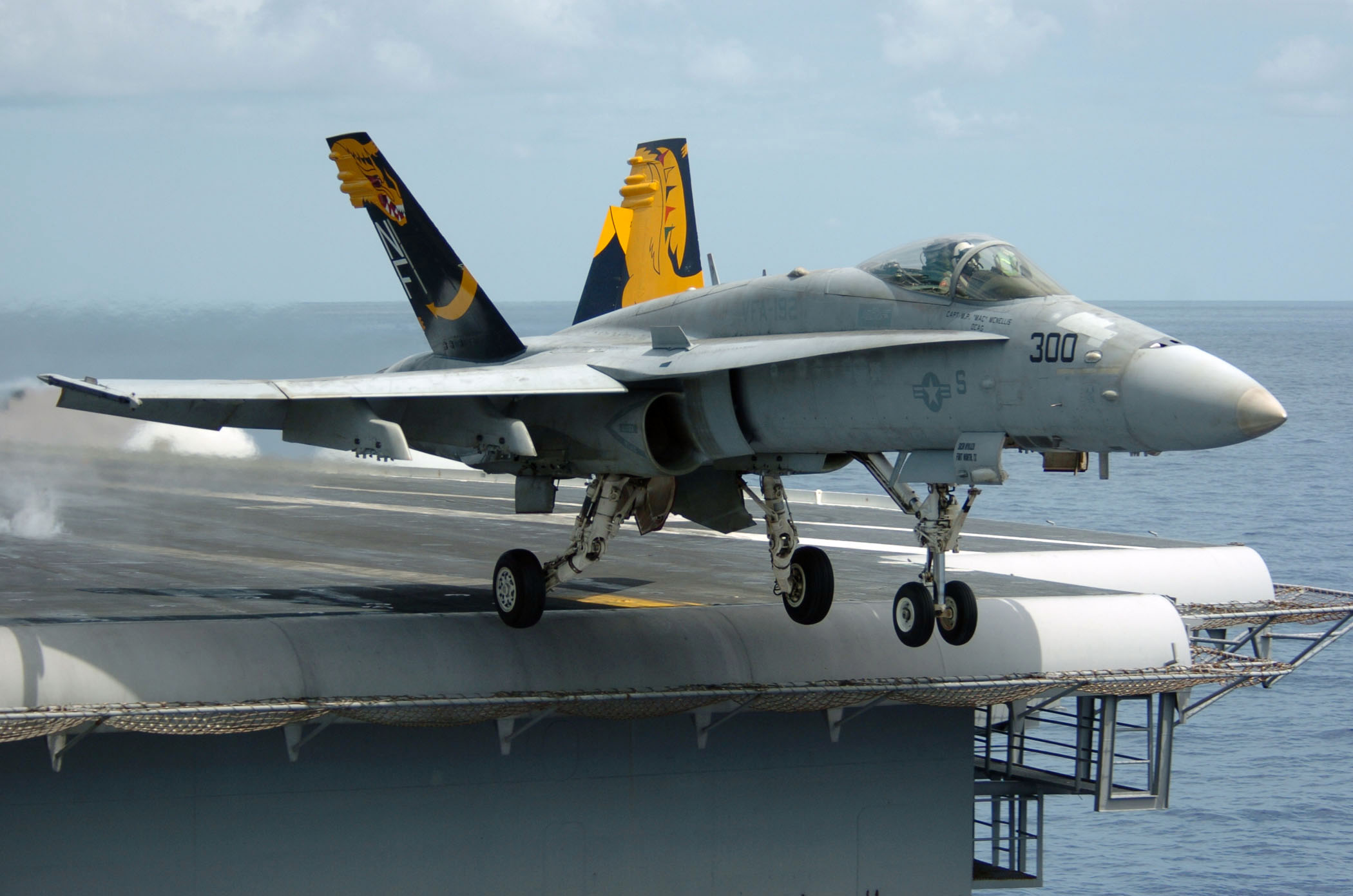
F/A-18黃蜂式戰鬥攻擊機起飛

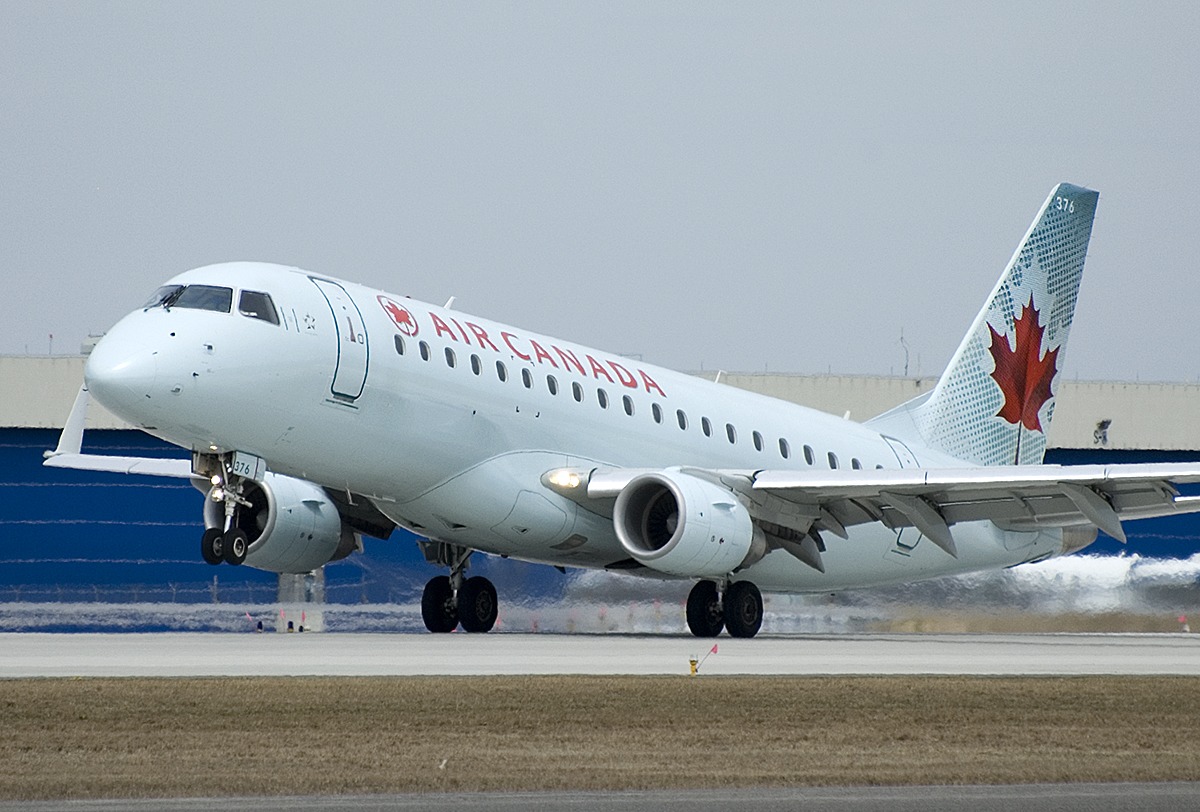
Embraer E-175起飛

起飛是指航空器在飛行過程中離開地面，進入空中的階段。
對於水平起飛的航空器而言，起飛一般需要在跑道上滑行，在到達一定速度及升力後再起飛。若是航空氣球、直升機或是一些特殊的固定翼航空器（垂直起降飛機，例如霍克西德利鷂式戰鬥機），不需要跑道即可起飛。起飛和著陸恰好相反，後者是指航空器結束飛行，回到地面的階段。

## 水平起飛

### 功率輸出

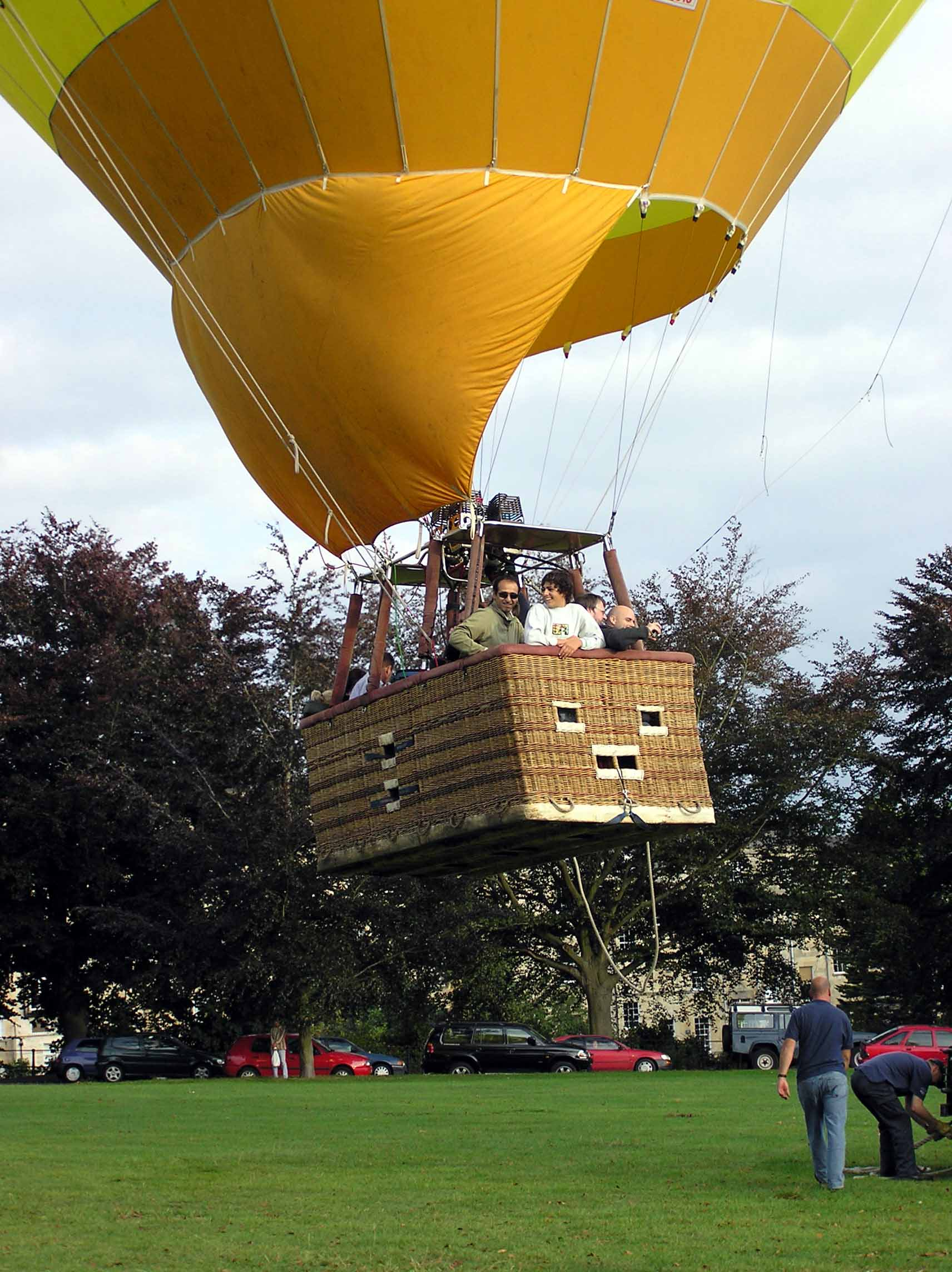
熱氣球的起飛

輕型飛機起飛時多半是全功率起飛。大型的運輸機會用可以降低功率的减推力起飛，可以延長引擎壽命、降低維修成本，以及減少產生的噪音。有些緊急情形下，可以增加飛機動力以提昇其性能。發動機（特別是往复式发动机）會先運作在高功率模式下，確認是否有引擎相關問題。之後會讓飛機運作在旋轉速度（rotation speed，Vr），此時飛機的起落架還在地面，此時會輕巧的操縱飞行控制系统，以促進或產生飛機姿態的變化，只要機翼上方或下方有適當的氣流，飛機就可以起飛，控制系統的目的是使其情形比較容易出現。
在要起飛時，機鼻會上傾5度到15度，以增加機翼產生的升力，有助於起飛。大部份的飛機，在要起飛時需要在跑道上維持巡航速度。

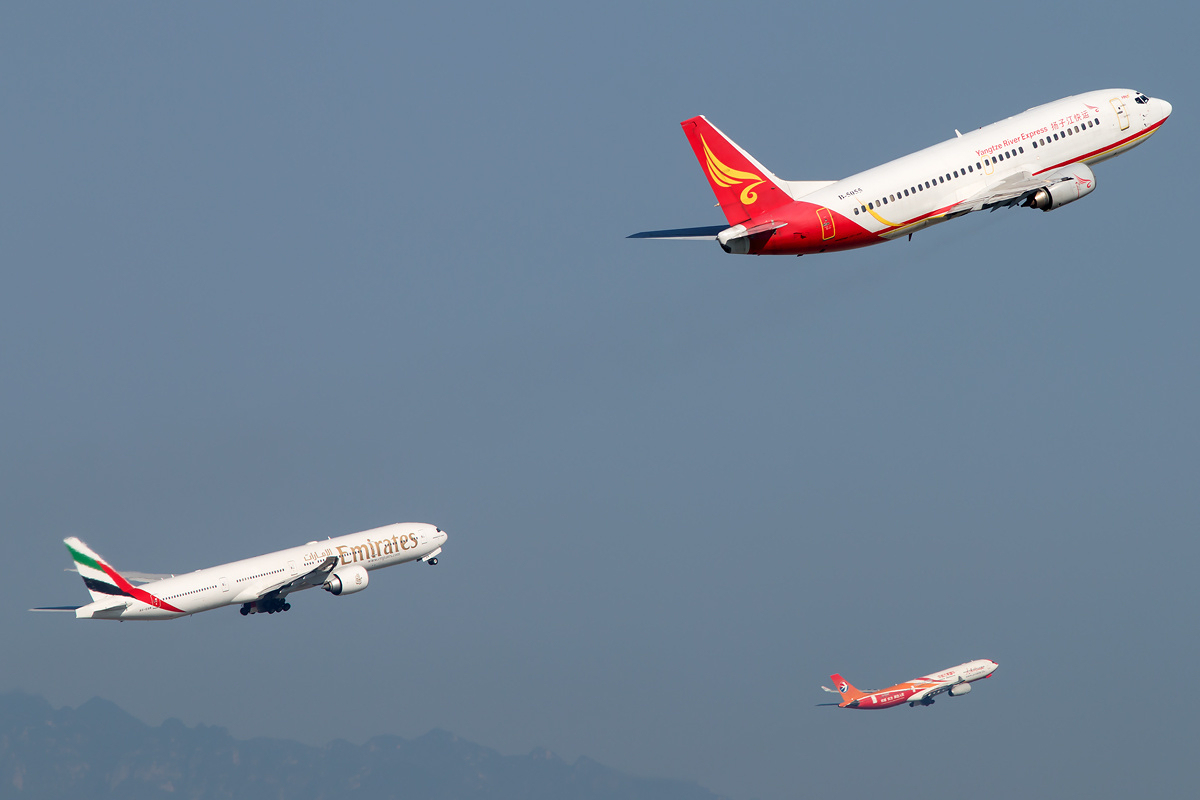
三架飛機依序起飛（其俯仰姿態也類似）

設計在高速飛行的固定翼飛機（例如商用喷气式飞机）在低速時很難產生足夠的升力。因此會配合增升装置，例如前缘缝翼及襟翼，可以增加空氣動力學上的弧度，並且加大機翼面積，使其在低速時效果更好，更可以產生升力。增升裝置在起飛前會打開，在爬昇過程會收起來，在降落時也可能會打開。

### 速度需求

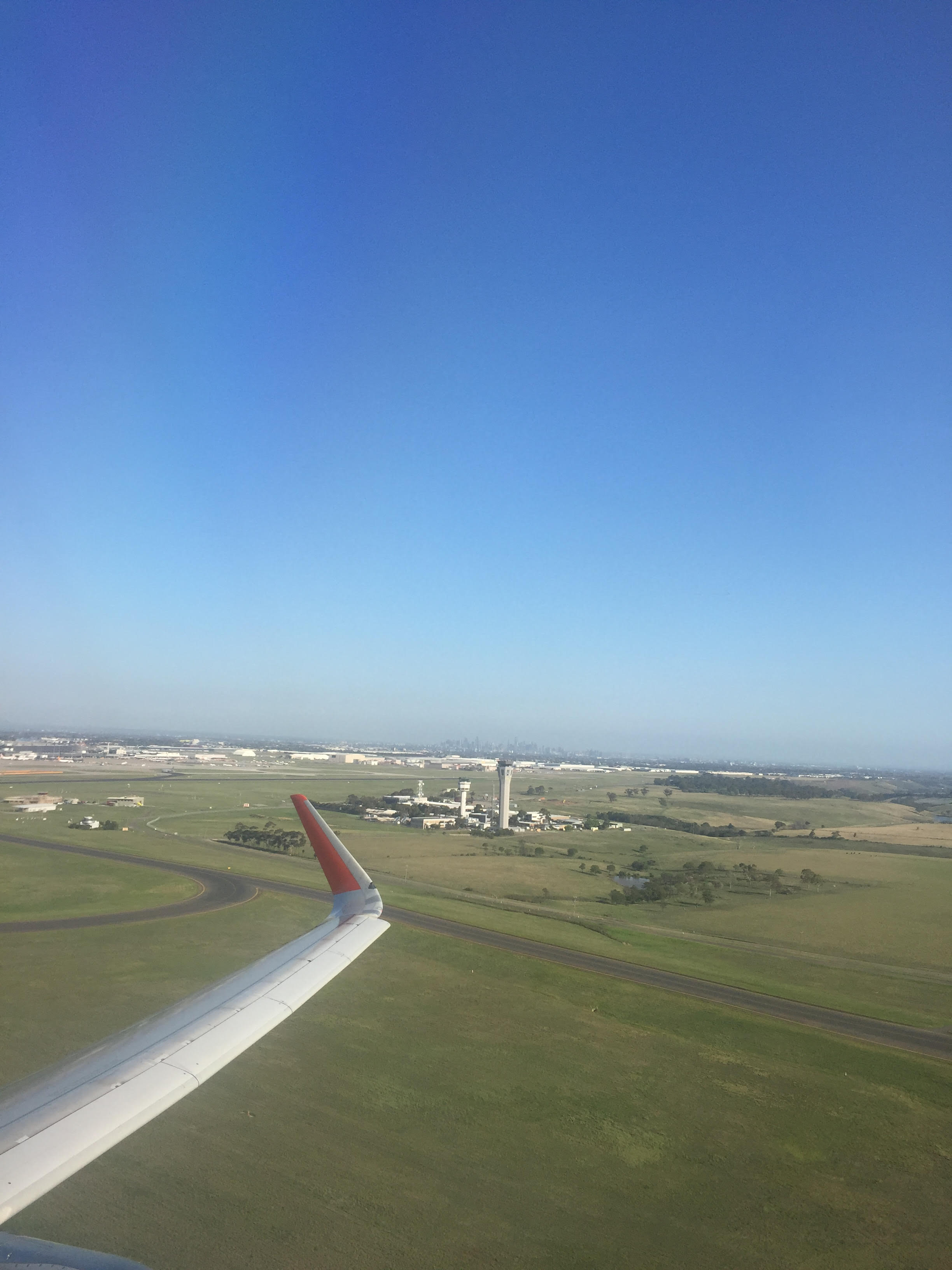
捷星航空A321剛從墨尔本起飛後看到的景觀

飛機起飛的速度要求是以相對空氣運動的速度（指示空速）為準。逆風讓通過機翼的氣流增加，因此可以降低起飛需要的地面速度。一般噴射機起飛需要的速度在240—285 km/h（130—154 kn；149—177 mph）的範圍內。輕型飛機（例如Cessna 150），起飛速度約100 km/h（54 kn；62 mph）。超輕型飛機需要的起飛速度較小。針對相同的飛機，起飛速度會和重量有關。重量越重，需要的起飛速度越大。有些飛機特別為短程起降設計，因此可以在很低速的條件下昇空。起飛速度也會受到飛機配置（例如襟翼或前緣縫翼位置）的影響。
運輸機的運作會用到起飛的V速率：V1、VR及V2。這些速度不只受到和起飛性能有關的飛機因素影響，也受到機場跑道長度、斜率，以及其他條件的影響（例如跑道末端是否有障礙物）。飛機速度若低於V1，在緊急情形下，可以中止起飛。若速度超過V1，駕駛會先起飛，再設法降落。在副駕駛報V1之後，接下來會報VR（抬頭速率）或rotate。運輸機的The VR有經過計算，讓飛機在一個引擎失效時，仍可以以V2速度到達到規範的高度。之後會報V2（安全起飛速度）。若二個引擎中有一個引擎失效，飛機需要維持在此速度以上，以符合爬升率以及航行角的性能要求。

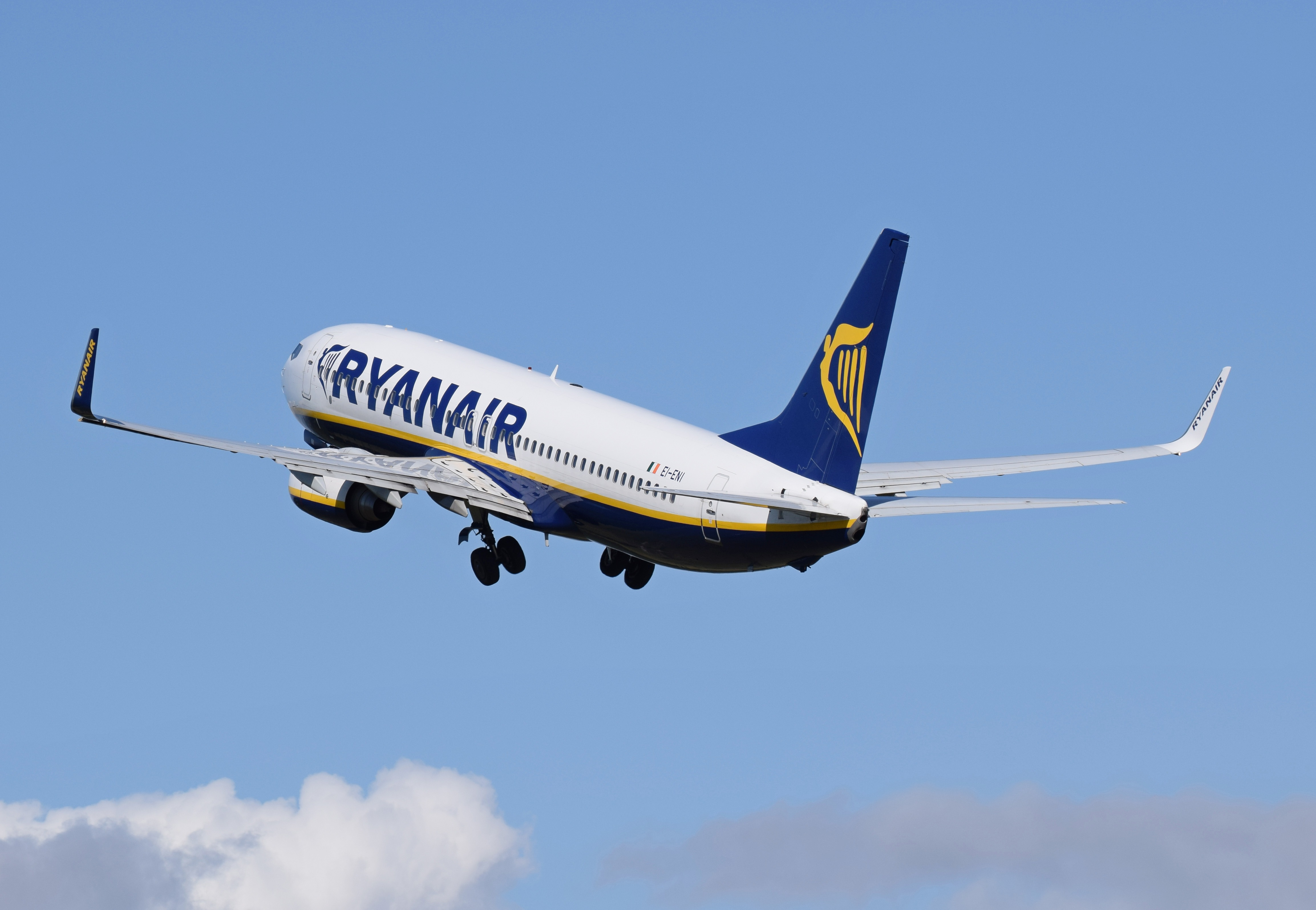
波音737新世代起飛時收起起落架

若是單引擎或是雙引擎的輕型飛機，機長需計算起飛需要的跑道距離，確保有足夠的跑道長度可以起飛。長度會再加上一安全預度，讓飛機一旦有狀況時，還可以中断起飞。大部份這類旳飛機，任何的引擎故障都是當然的中断起飞原因，因為就算飛機衝過跑道末端，也比飛機昇空，但沒有動力維持飛行要好。
若飛機需要越過跑道末端的障礙物，機長會以最大航行角的速度飛行（Vx），讓固定水平距離下有最大的上昇高度。若沒有障礙物，或已越過障礙物，會加速到最大爬升率的速度（Vy），在相同時間下可以有最大的上昇高度。一般而言，Vx會比Vy要低，而且需要較高的俯仰姿態。

### 輔助起飛

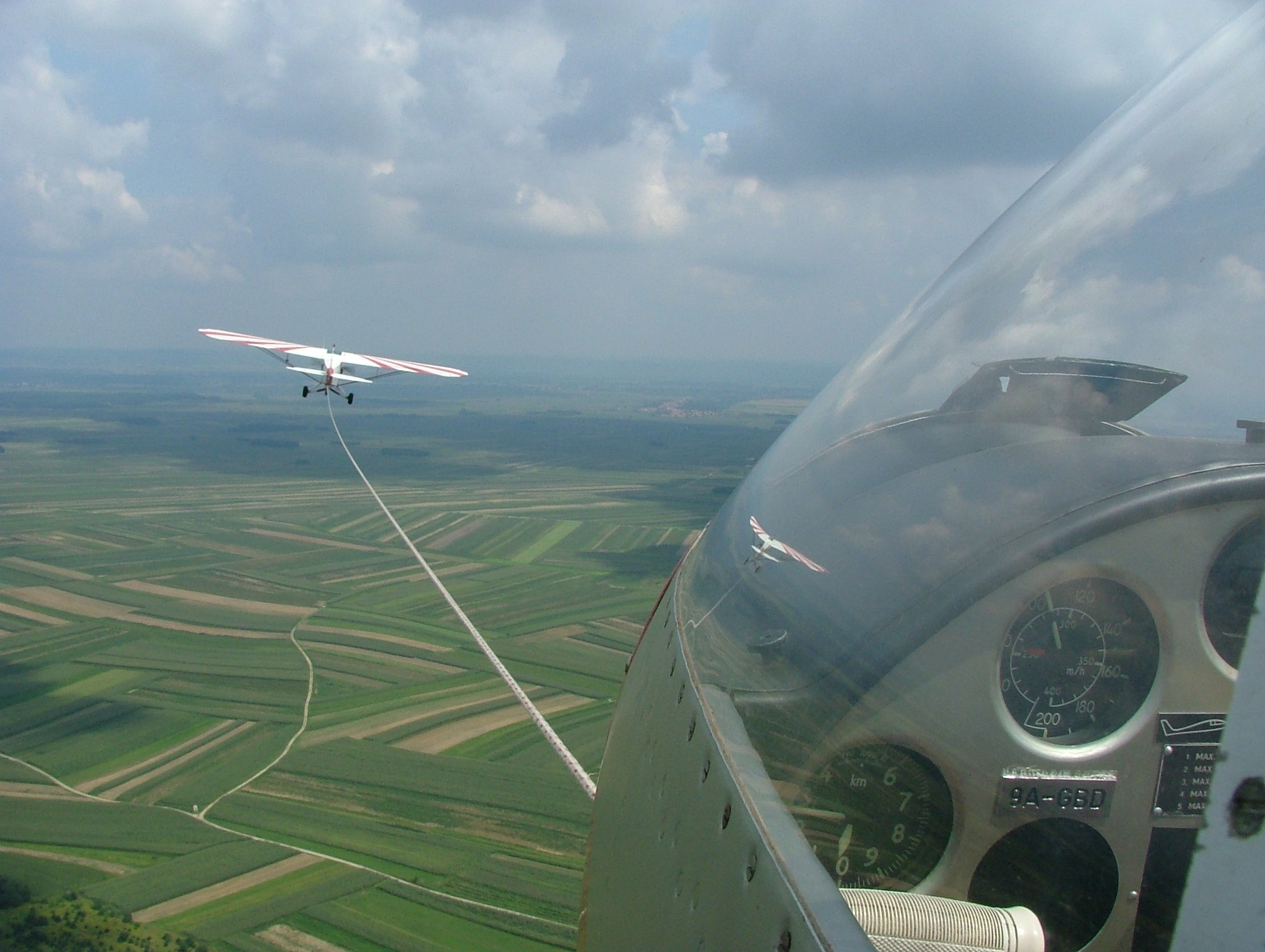
滑翔機駕駛艙看到的拖曳線和牽引飛機

輔助起飛是指飛機除了自身的動力之外，有用其他輔助動力系統使其起飛。需要輔助動力系統的原因可能是因為飛機重量超過最大起飞重量、動力不足、可用跑道長度不足，或是高温高海拔機場等原因，也可能這些原因都有。滑翔机本身沒有動力系統，無法自己起飛，因此也需要靠輔助動力系統才能起飛。

## 垂直起飛
垂直起飛是指飛機或是火箭可以以和地面垂直的軌跡起飛。垂直起飛不需要跑道。大部份垂直起飛的飛行體可以水平的降落，不過有些納粹德國空軍的火箭動力飛機也是垂直起飛，需要用其他方式降落。例如Bachem Ba 349的Natter垂直起飛，降落時需要降落傘輔助。其他比較晚期的納粹德國飛機，例如Heinkel P.1077 Julia或Focke-Wulf Volksjäger，以幾乎直角的角度爬昇，以skid的方式降落。

### 垂直起降飛機

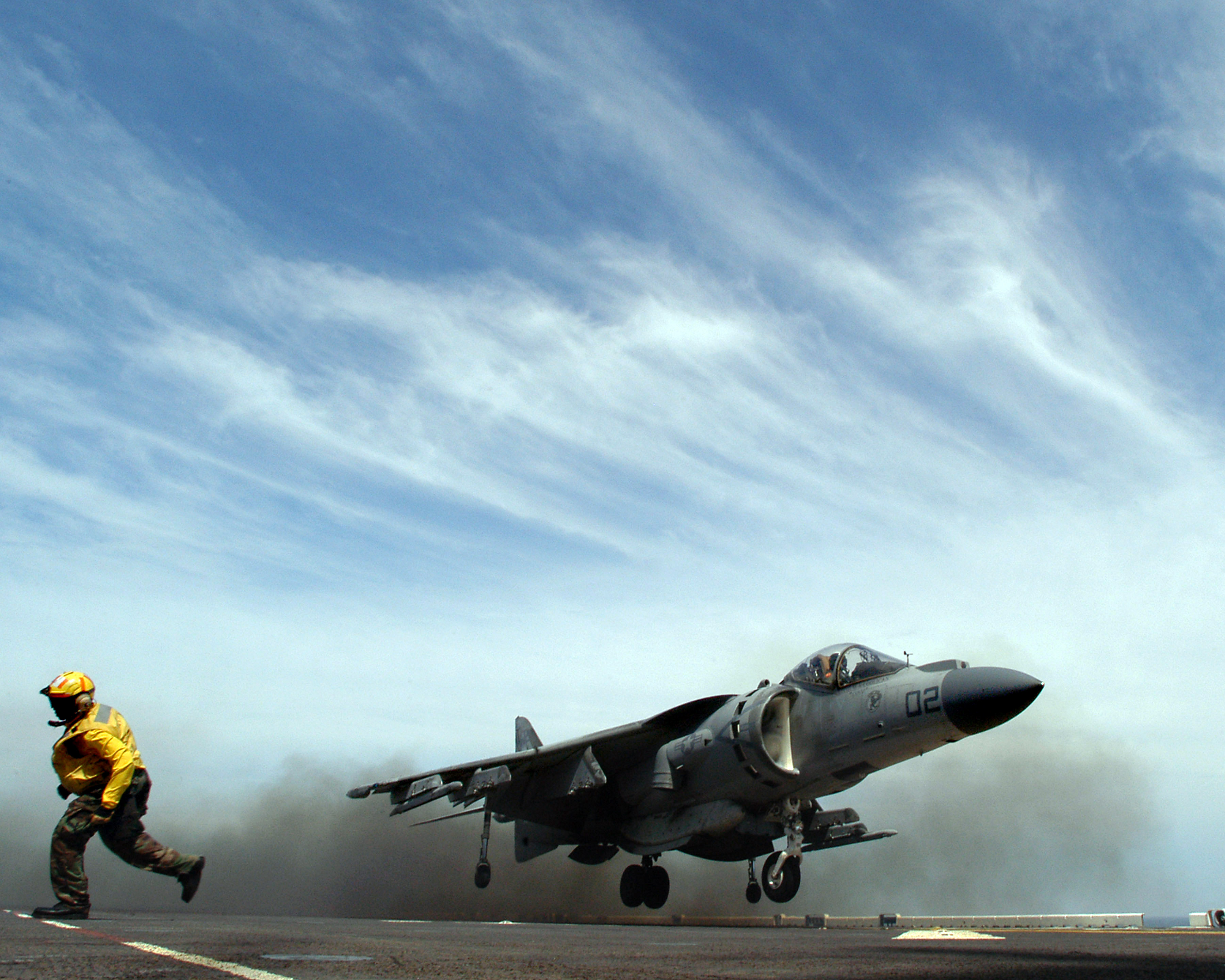
鹞式战斗机，垂直起降飛機

垂直起降飛機（Vertical take-off and landing，簡稱VTOL）包括了像直升機一樣，可以垂直起飛、降落及翱翔的固定翼飛機，或是其他有動力轉子的飛行器，例如倾转旋翼机。有些垂直起降飛機也可以以其他模式飛行，例如CTOL（傳送起降）、STOL（短程起降）及STOVL（短程起飛、垂直降落）。其他的飛行器，例如直昇機，因為沒有處理水平方向運動的起落架，只能垂直起降。垂直起降飛機屬於垂直（短距）起降（V/STOL）的一種。
除了直昇機外，有兩種軍用的的垂直起降飛機：一種是使用倾转旋翼机為動力的飛機，例如贝尔直升机德事隆的波音V-22魚鷹式傾轉旋翼機，另一種是直接用噴射作為動力的飛機，如鹞式战斗机。

### 火箭昇空
火箭的起飛階段會稱為火箭昇空。昇空目標可能是繞地球轨道，也可能是到地球以外的外太空，一般都會在陸地上的固定位置昇空，不過也可以在從海上的浮動平台昇空，例如San Marco平台，或是海上发射公司的發射船。